# 本城みわ
本城 みわ （ほんじょう みわ、10月2日 -）は、大分県別府市出身のフリーのアナウンサー・タレント。
血液型は、B型。

## 来歴・人物
- 大分県別府市の私立明星高等学校出身。
- ノートルダム清心女子大学人間生活学部児童学科卒業。
- 小学校教員免許所持。
- 大学卒業後、和歌山県内のコミュニティFM局などでラジオDJを務めた後、活動の場を地元大分に移し、TV,ラジオなどで番組を担当の他、各種イベントMC、CMボイス、ナレーションなどを行っている。
- 趣味は古き良き昭和プロレス研究と物まね。
- 物まねのレパートリーには、薬師丸ひろ子、サミー・デイヴィスJr.といった定番ものからドラマ『mother』における芦田愛菜、近所でよく見かける変わった人といった奇抜なものも含まれている。こうした物まねをミラクル☆ひかるの前で披露し『ほめられ』たこともある。
- 趣味のプロレス研究が高じて、新日本プロレス大分大会の街宣アナウンスを二年連続で務め、会場ではモギリのバイトまで行った。
- 交流のある格闘家・プロレスラーは、ホイス・グレイシー、アジアン・クーガー、獣神サンダーライガー、ザ・グレート・カブキ、ザ・コブラなど多岐にわたる。
- 宝物は、ザ・グレート・カブキから直接貰ったという使用済みヌンチャクとザ・コブラが現役最後の試合で着用したマスク。ザ・コブラからは「『ミワ・コブラ』をこれからは名乗りなさい。」とも言われているとのこと。
- お笑いにも造詣が深く、一般的なお笑いよりもカルト的な笑いが好み。
- 好きな芸人としてGO!ヒロミ44'、みつまJAPAN'、亀子のぶおなどを挙げていることからその偏りぶりが垣間見える。

## 現在の出演番組
- ハイってます!!（OAB大分朝日放送）
- CTS情報ナビ さいきっち（ケーブルテレビ佐伯）

## 過去の出演番組

### ラジオ
- フライデージャム（FM大分）
- アライブ　アフター　ファイブ（FM大分）
- おいしいAPU（FM大分）
- サウンドアプローチ（FM大分）

### テレビ
- SPORTS JAM（テレビ大分）
- bjリーグ 大分ヒートデビルズ公式番組　TOO HOT DEVILS!（大分インターネットテレビ放送）